# Waltraud Lohrmann
Waltraud Lohrmann (* 5. Juni 1925 in Meiningen) ist eine ehemalige deutsche Schauspielerin, die jahrelang am Berliner Maxim-Gorki-Theater spielte.
Zu ihren wichtigsten Bühnenrollen zählten das Gretchen im Goethes Faust, die Thekla in Wallenstein, die Beatrice in Viel Lärm um nichts und die Grusche in Der kaukasische Kreidekreis.
Seit Mitte der 1950er Jahre spielte sie zudem zahlreiche größere Rollen in Produktionen des DFF wie beispielsweise in dem Fernsehspiel Nora nach Berta Waterstradt, in dem sie in der Hauptrolle der Hausfrau Nora Glück um Gleichberechtigung kämpft. 

## Filmografie
- 1957: Ein Tag für mich
- 1957: Die Nacht an der Brücke
- 1958: Vertrauen
- 1958: Wenn dich der Richter fragt
- 1959: Laß das mal den Vati machen
- 1959: Maria Stuart (Studioaufzeichnung)
- 1959: Prozeß Parisius
- 1960: Nora
- 1961: Und das am Heiligabend
- 1962: Geboren unter schwarzen Himmeln

## Theater
Städtische Bühnen Erfurt
- 1953: Johann Wolfgang von Goethe: Torquato Tasso (Leonore Sanvitale) – Regie: Wilhelm Gröhl
- 1953: Friedrich Schiller: Wilhelm Tell (Hedwig, Tells Gattin) – Regie: Willy Semmelrogge
- 1954: Gotthold Ephraim Lessing: Nathan der Weise (Sittah, Schwester des Sultans) – Regie:  Adolf-Peter Hoffmann
- 1954: Autor unbekannt: Die Hammelkomödie vom Advokat Pathelin (Patrizierin) – Regie: Willy Semmelrogge
- 1954: William Shakespeare: Viel Lärm um nichts (Beatrice) – Regie: Fritz Wendel
- 1954: Friedrich Hebbel: Der Rubin (Fatime) – Regie: Hans Dieter Mäde
- 1954: Thomas Gabbe: Der kristallene Schuh (Janotta) – Regie: unbekannt
- 1955: William Shakespeare: Die Komödie der Irrungen (Luciana, Adrianas Schwester) – Regie: Hans Dieter Mäde
- 1956: Leonid Solowjow: Aufruhr in Buchara (Frau des Emirs im Harem) – Regie: Hans Dieter Mäde
- 1956: Bertolt Brecht: Der kaukasische Kreidekreis (Grusche) – Regie: Eugen Schaub

Maxim-Gorki-Theater Berlin
- 1957: Miloslav Stehlik: Bauernliebe (Bauerstochter) – Regie: Werner Schulz-Wittan
- 1957: Maxim Gorki: Nachtasyl (Schwester) – Regie: Maxim Vallentin
- 1959: Walentin Katajew: Zeit voraus – Regie: Horst Schönemann
- 1960: Vratislav Blažek : Und das am Heiligabend – Regie: Hans Dieter Mäde